# آنتن

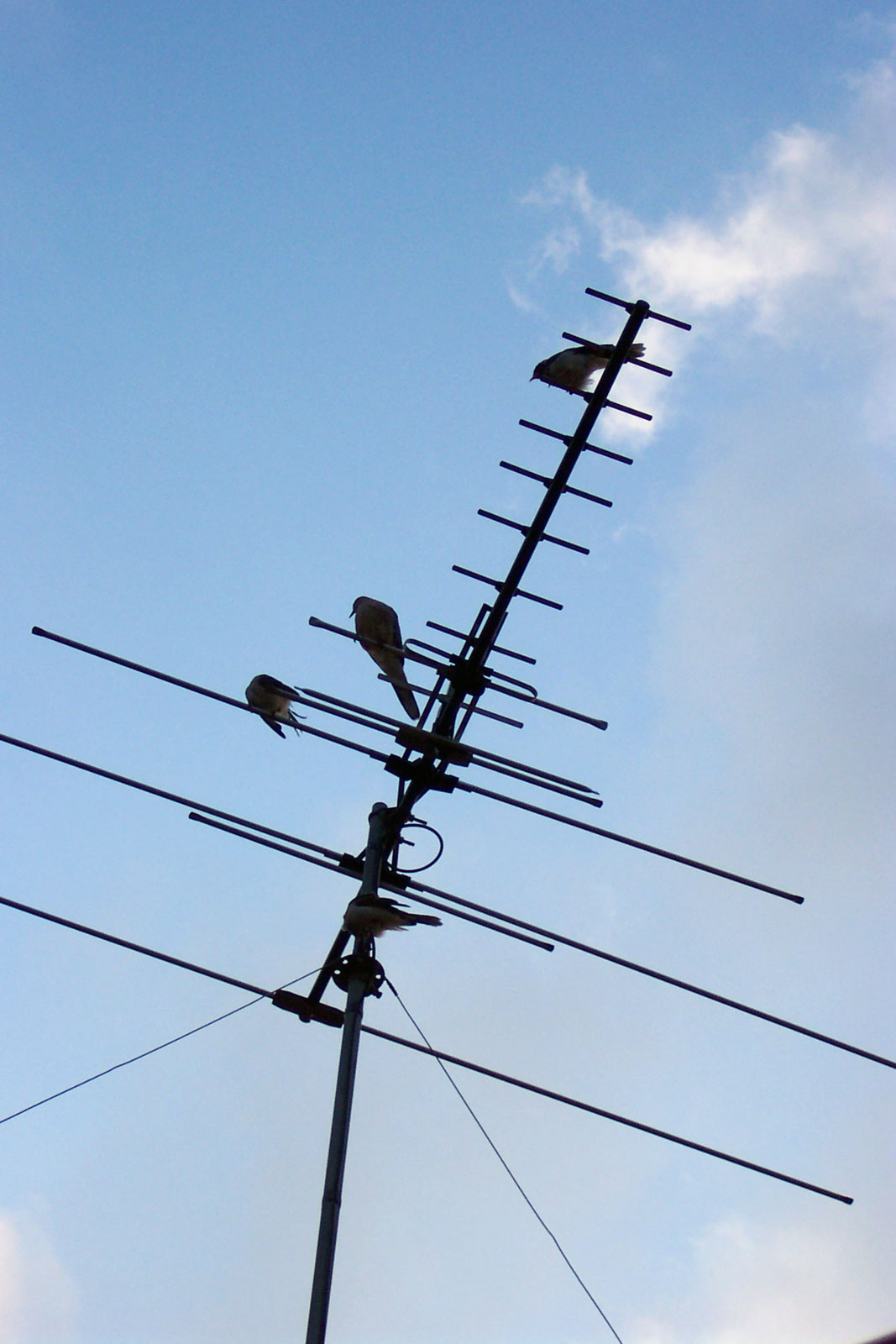
آنتن یک تلویزیون که قادر به دریافت امواج‌ الکترومغناطیسی است

آنتن (به فرانسوی: Antenne) یک افزارهٔ مخابراتی است، که کار آن تبدیل سیگنال الکتریکی به امواج الکترومغناطیسی (در حالت فرستندگی)، و تبدیل امواج الکترومغناطیسی به سیگنال الکتریکی (در حالت گیرندگی) است. آنتن‌ها ساختارهای متنوعی دارند که با توجه به کاربرد، تعیین می‌شوند.
یکی از ساده‌ترین ساختارهای ممکن برای یک آنتن، آنتن‌های سیمی است.
هر آنتن، در یک بسامد مشخص به تشدید درمی‌آید و ولتاژ بیشینه (در حالت گیرندگی) تولید می‌کند.
اگر طول آنتن متناسب با طول‌موج دریافتی باشد، موج کاملاً در آنتن جای می‌گیرد و به اصطلاح می‌گویند «آنتن تشدید شده‌است.» یا «آنتن به تشدید درآمده‌است». یعنی آنتن، با موج دریافت‌شده هماهنگ شده‌است و در این حالت ولتاژی که در آنتن تولید شده، بیشینه است.
البته لازم نیست که طول آنتن حتماً با طول‌موج دریافت‌شده برابر باشد؛ زیرا می‌توان القاگری را همراه یک یا دو خازن به آنتن افزود تا حالت تشدید را در آنتن پدید آورند.

## جنس آنتن
آنتن را از فلزات سبک مانند آلومینیوم درست می‌کنند.
برای اینکه آنتن بتواند امواج را منتشر کند، باید جریان الکتریکی آن با زمان تغییر کند. هرچه رسانایی فلز بهتر باشد، اتلاف‌ اُهمی ناشی از جریان روی آنتن کمتر می‌شود؛ به همین دلیل، سعی بر آنست که ضریب رسانندگی فلز سازنده آنتن بیشتر باشد.

## طول آنتن
طول آنتن بهتر است برابر نصف طول‌موج باشد.

## انواع آنتن

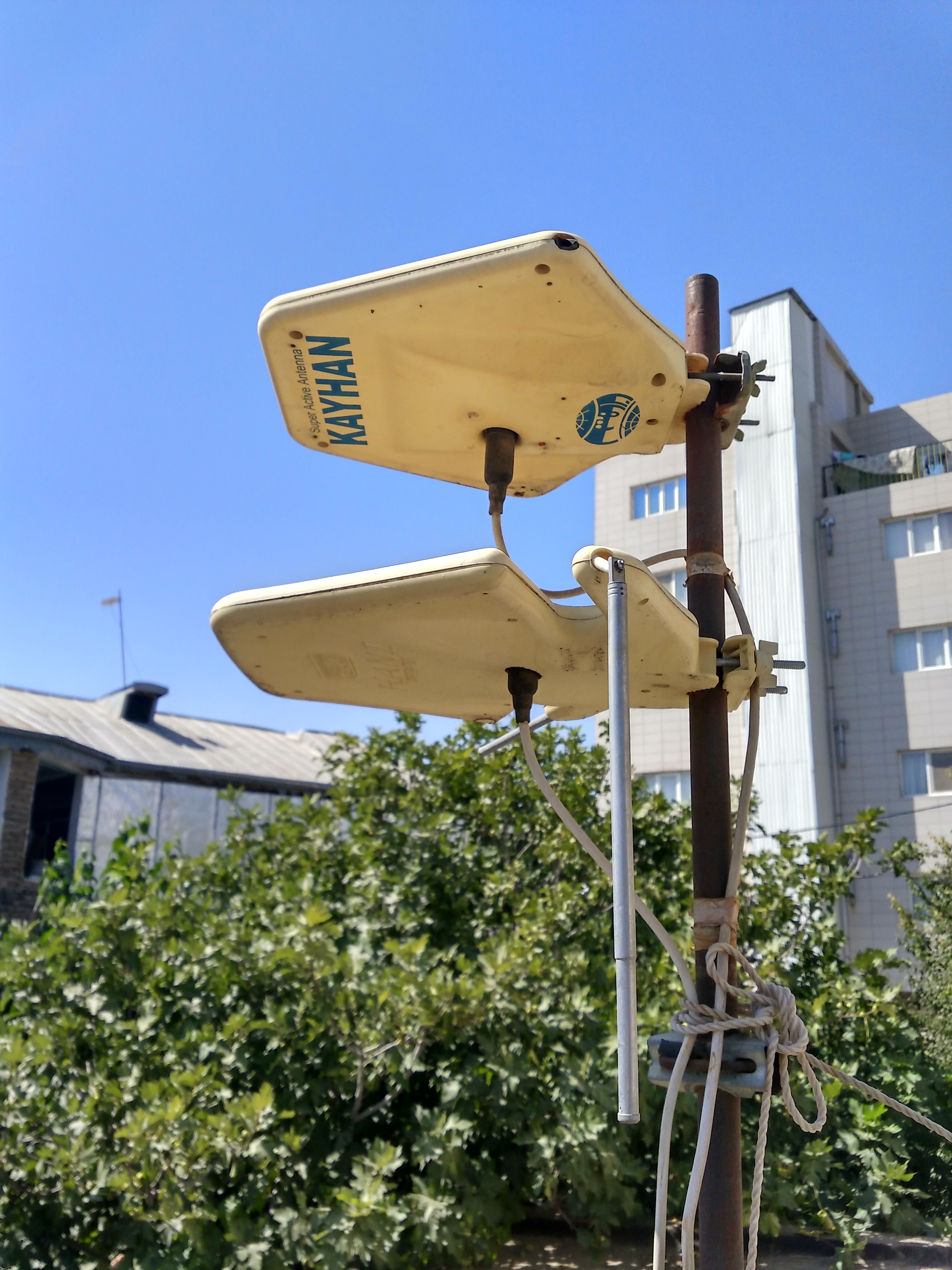
یک آنتن گیرندۀ تلویزیون در ایران

- آنتن تک‌قطبی
- آنتن نیم‌موج (هرتز)
- آنتن مارکُونی
- آنتن یاگی
- آنتن شییپوری
- آنتن بشقابی
- آنتن تلسکوپی
- آنتن میکرواستریپ

## کاربردهای آنتن
- ارتباط‌های بی‌سیم

1. سامانهٔ ارتباط‌های شخصی (PCS)
2. ماهوارهٔ موقعیت‌یاب جهانی (GPS)
3. شبکه‌های ناحیهٔ محلی بی‌سیم (WLAN)
4. تلویزیون ماهواره‌ای پخش مستقیم (DBS)
5. ارتباطات سیار
6. تلفن ریزموج یا ارتباطات ماهواره‌ای
7. پخش رادیو و تلویزیون و …

- سنجش از دور

1. رادار [سنجش از دور فعال-تابش و دریافت]
  1. کاربردهای نظامی (جستجو و ردیابی هدف)
  2. رادار هواشناسی و واپایش جریان هوا
  3. تشخیص سرعت خودرو
  4. واپایش ترافیک
  5. رادار نافذ به زمین (GPR)
  6. کاربردهای کشاورزی
2. پرتوسنجی [سنجش از دور منفعل-دریافت تابش]
  1. کاربردهای نظامی (اجتناب از تهدید، رهگیری سیگنال)

## مشخصه‌های آنتن
- الگوی تشعشعی
- جهت‌داری: نسبت شدت تشعشع آنتن به شدت تشعشع آنتن ایزوتروپیک، در جهتی مشخص (آنتن ایزوتروپیک: آنتنی که در همهٔ جهت‌ها به‌طور یکنواخت تشعشع می‌کند).
- بهره
- قطبش
- امپدانس ورودی
- پهنای باند
- مشخصات دیگر؛ اندازه، وزن، هزینه، واپایش توان، سطح مقطع راداری

## آنتن‌های شاخه ای
یکی از انواع آنتن‌هایی که اهمیت عملی دارند، آنتن شاخه‌ای یا آنتن یاگی است، که در پشت بام بسیاری از خانه‌ها برای دریافت امواج تلویزیونی دیده می‌شود. آنتن شاخه ای در حالت ارسال، آرایه‌ای از آنتن‌های خطی و موازی است که یکی از آن‌ها توسط منبع سیگنال، تغذیه می‌شود. در حالت دریافت یک موج الکترومغناطیسی به تمام عنصرهای آرایه برمی‌خورد؛ اما امواج دریافتی از یک عنصر فعال گرداوری می‌شود. سادگی ساختار، امتیاز اصلی آنتن‌های شاخه ای نسبت به سایر آرایه‌های خطی است.

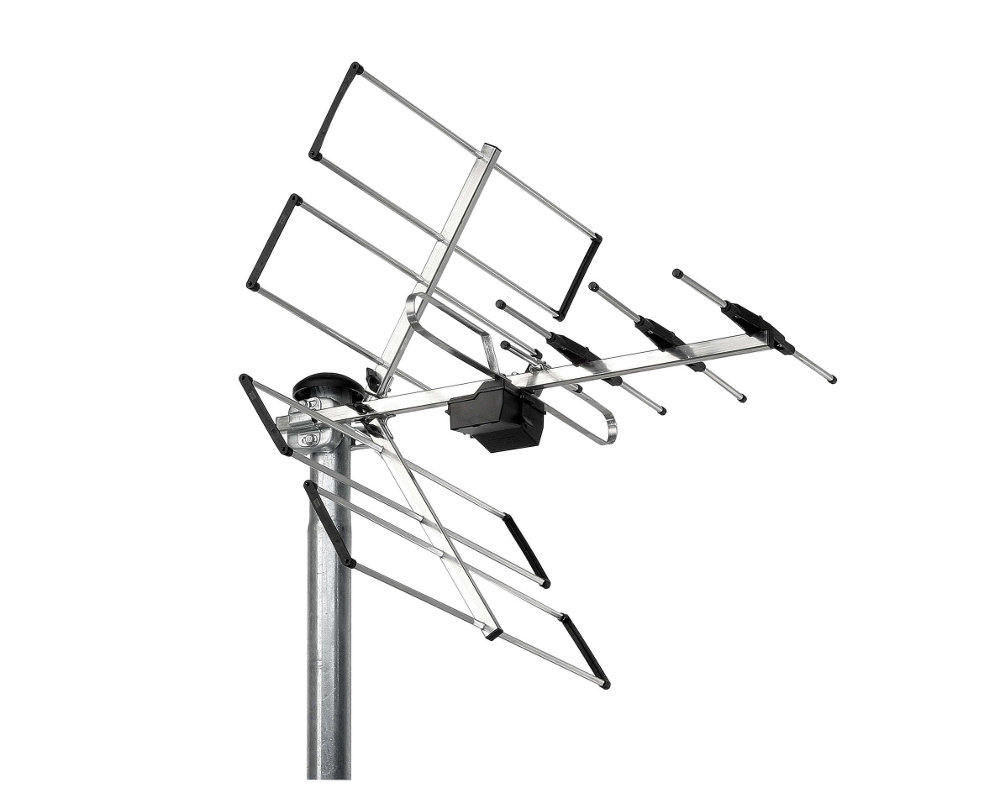

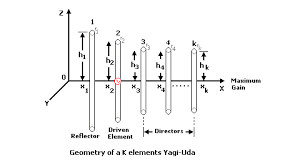

شکل روبرو، یک آنتن شاخه ای را نشان می‌دهد که در واقع یک آرایه است.
عنصر دوم، عنصر برانگیخته یا فعال است و معمولاً یک دوقطبی به طول تقریبی (کمی کمتر از) نصف طول‌موج است که برای تشدید تنظیم شده‌است. عنصرهای دیگر، پارازیتی محسوب می‌شوند.
عنصر اول، بازتابنده است و معمولاً کمی بلندتر از عنصر برانگیخته است. درحالیکه عنصرهای سوم تا آخر، جهت‌دهنده هستند و کوتاه‌تر از عنصر برانگیخته هستند. به دلیل اینکه تمام عنصرها تزویج‌ شده هستند، توزیع جریان در هر عنصر، به طول و فاصلهٔ همهٔ دیگرعنصرها بستگی دارد؛ در نتیجه آنتن شاخه‌ای با عنصرهای متعدد، یک مسئلهٔ تحلیلی دشوار است.
تجربه نشان داده‌ است که به‌کارگیری بیش از یک بازتابنده، امتیاز چندانی ندارد؛ ولی با افزایش تعداد جهت‌دهنده‌ها، جهت‌داری آنتن افزایش می‌یابد. آنتن شاخه‌ای آرایه‌ای طولی است و شعاع اصلی آن در جهت دور شدن از بازتابنده است. یک آنتن شاخه‌ای خوب باید جهت‌داری بالا، شعاع باریک، پره‌های کناری کوتاه و نسبت جلو به عقب بزرگی داشته باشد.
|  |  |  |  |

|  |  |  |  |

## نگارخانه

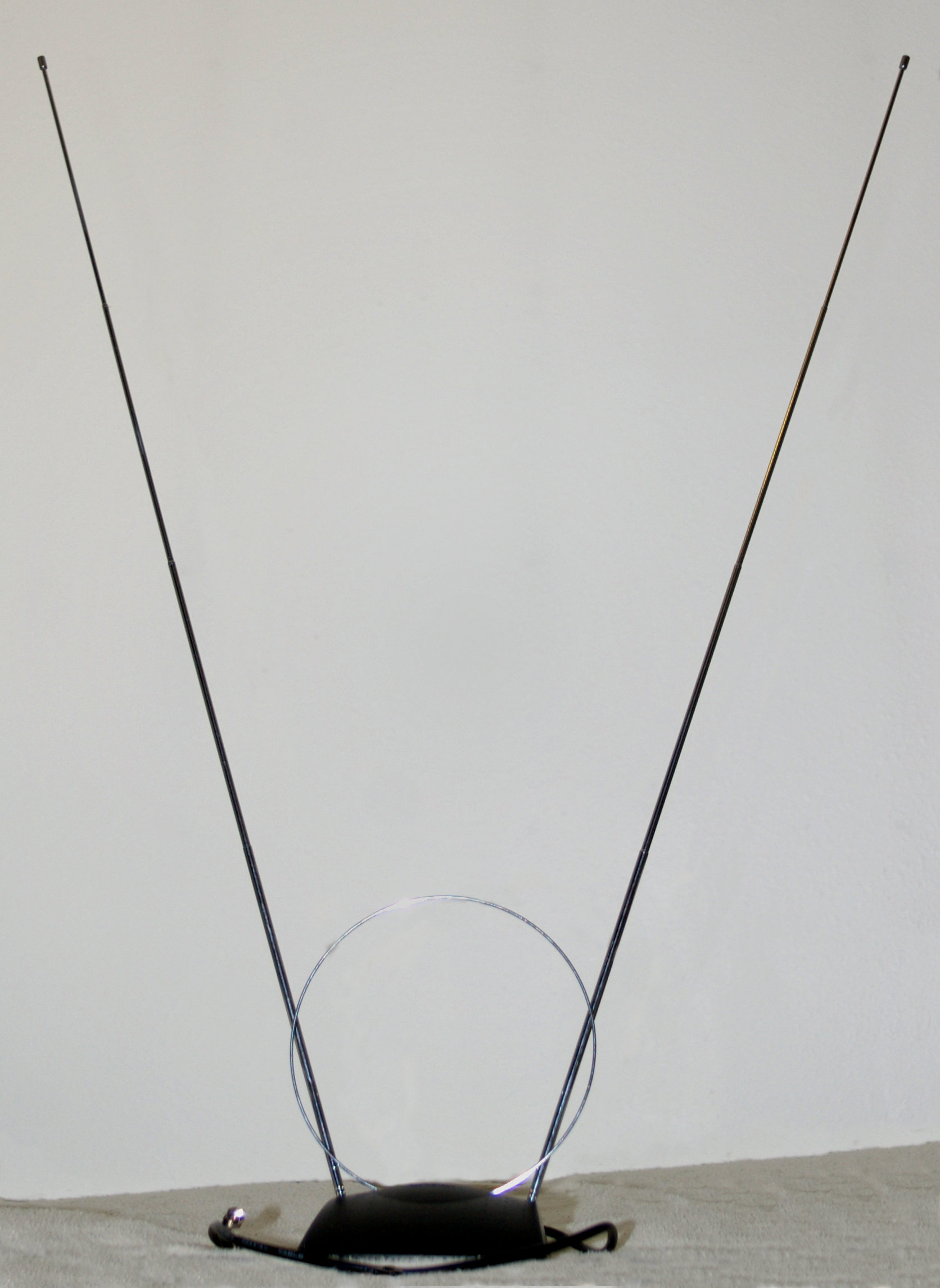
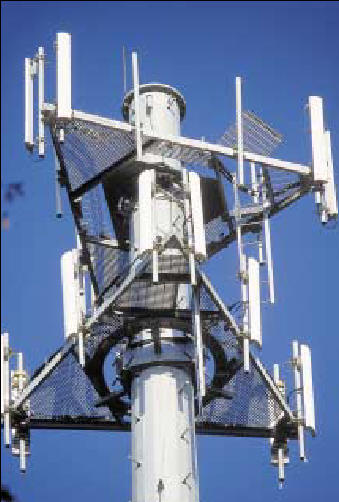
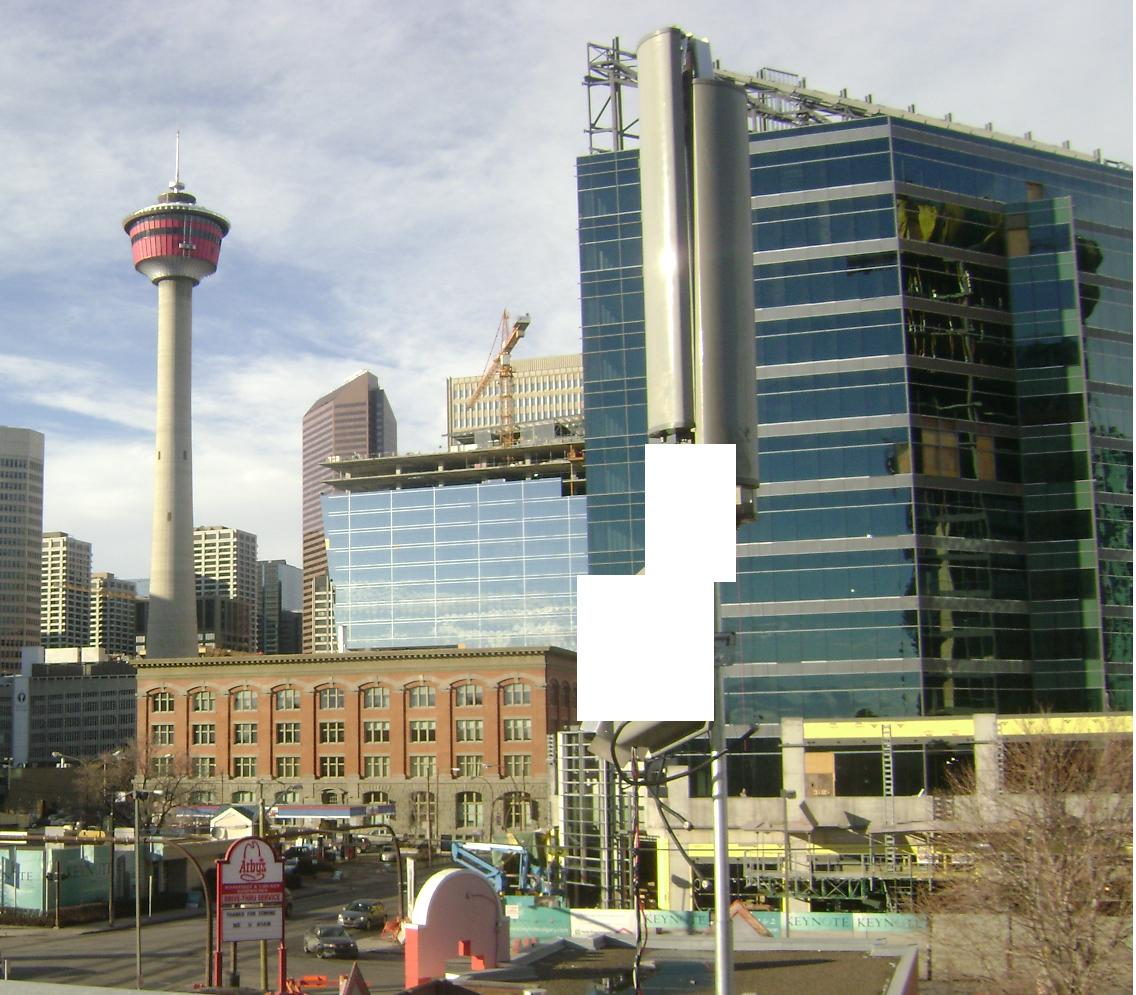
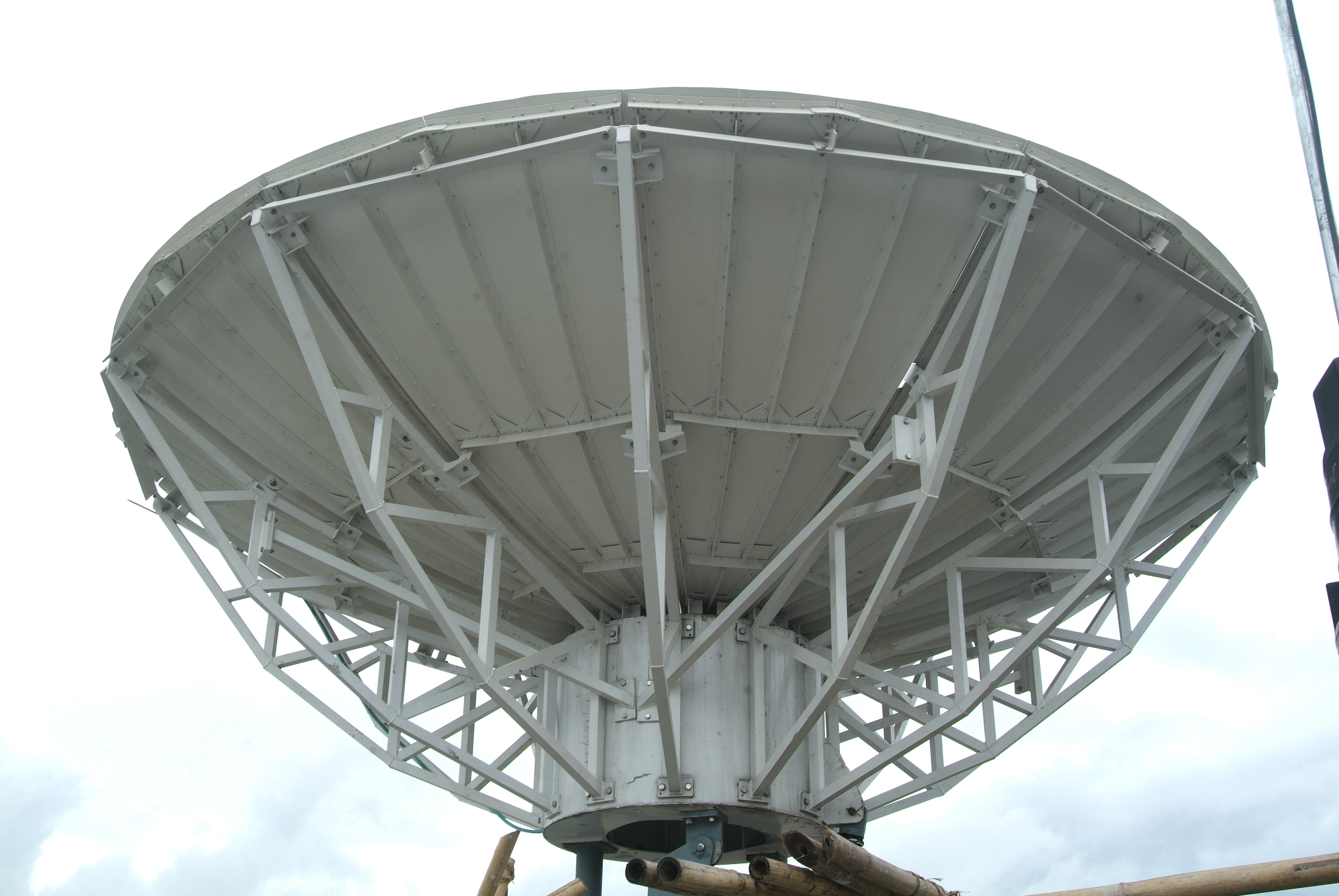
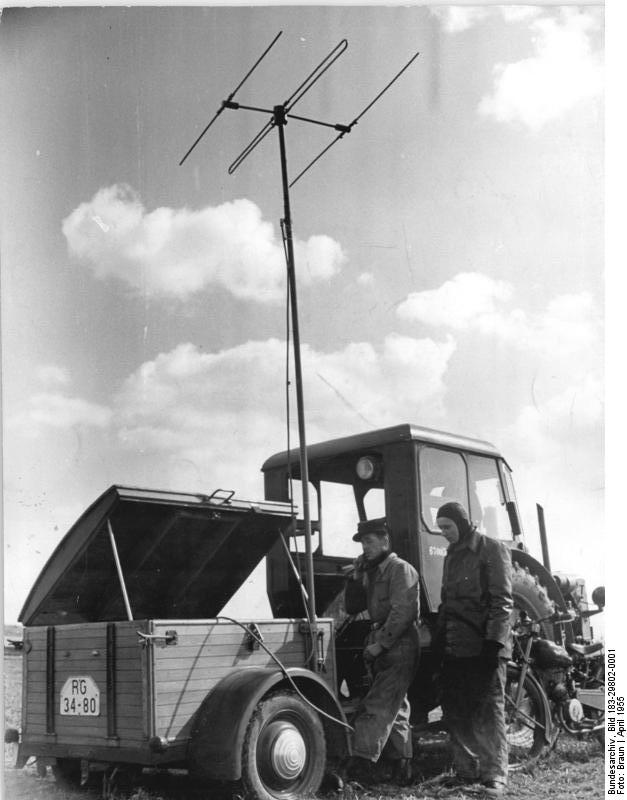
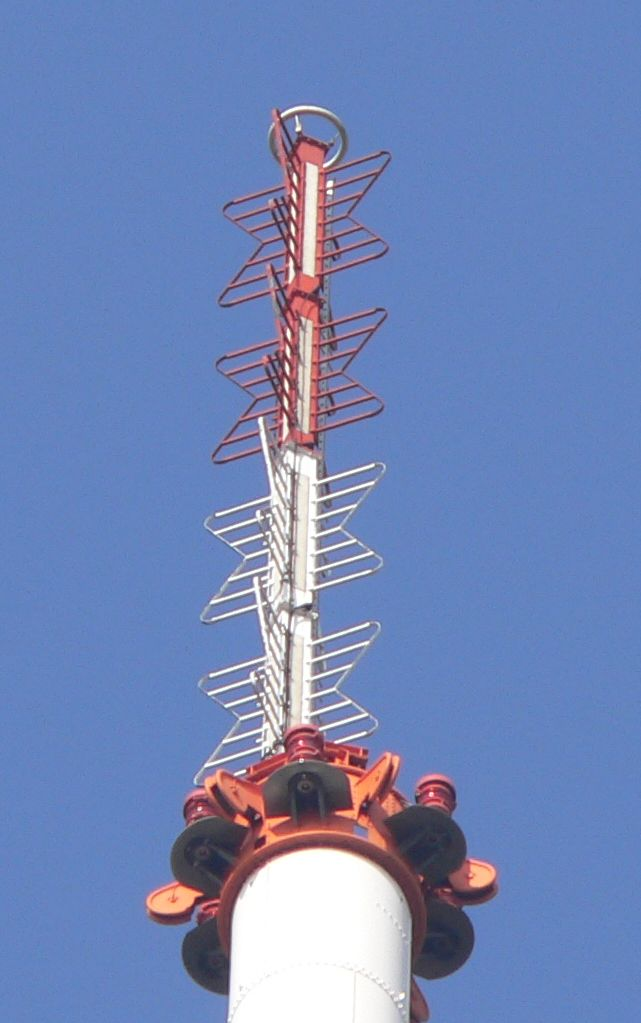
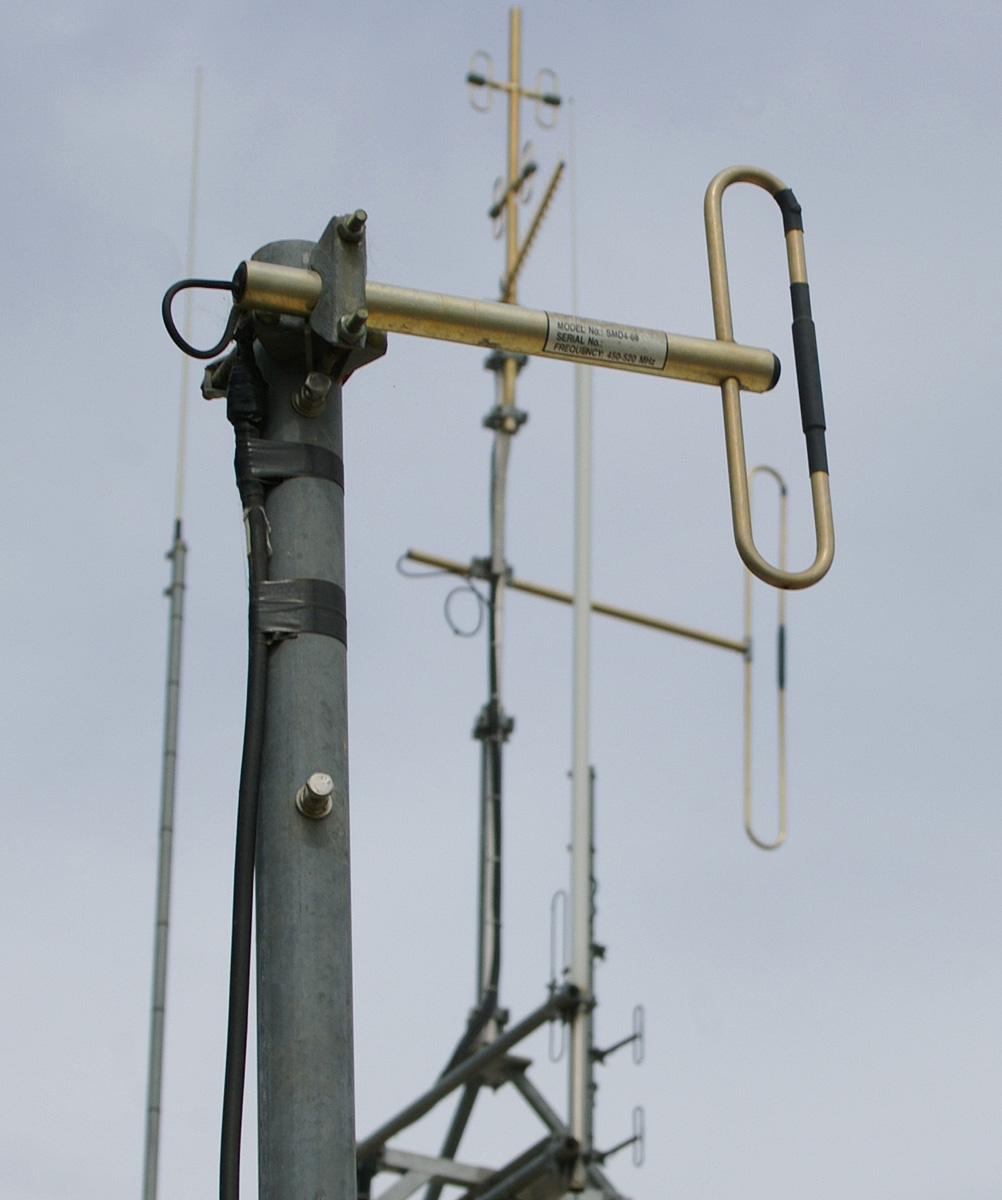
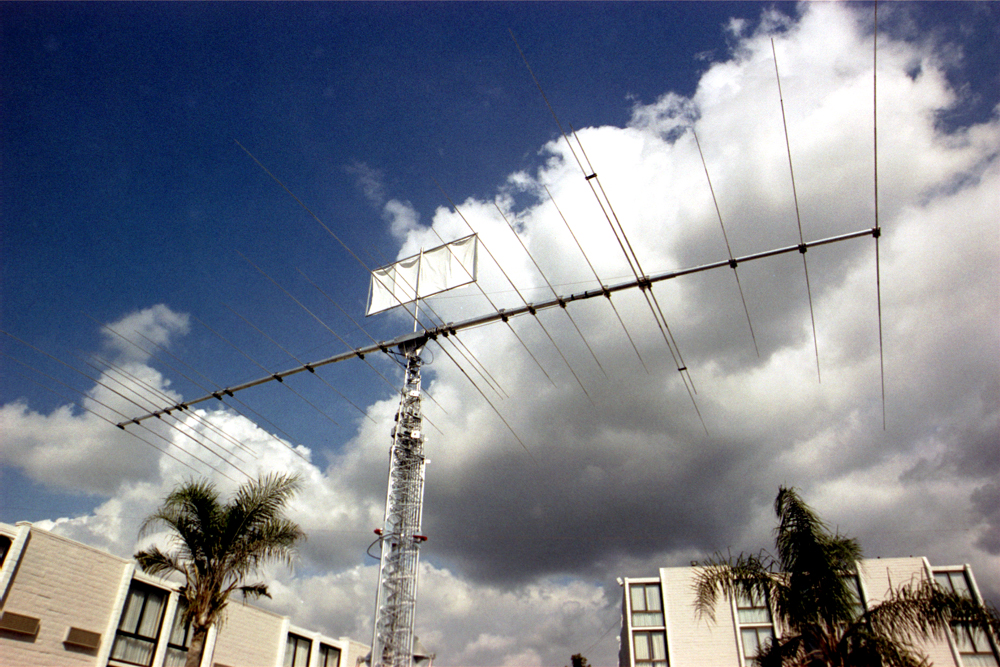
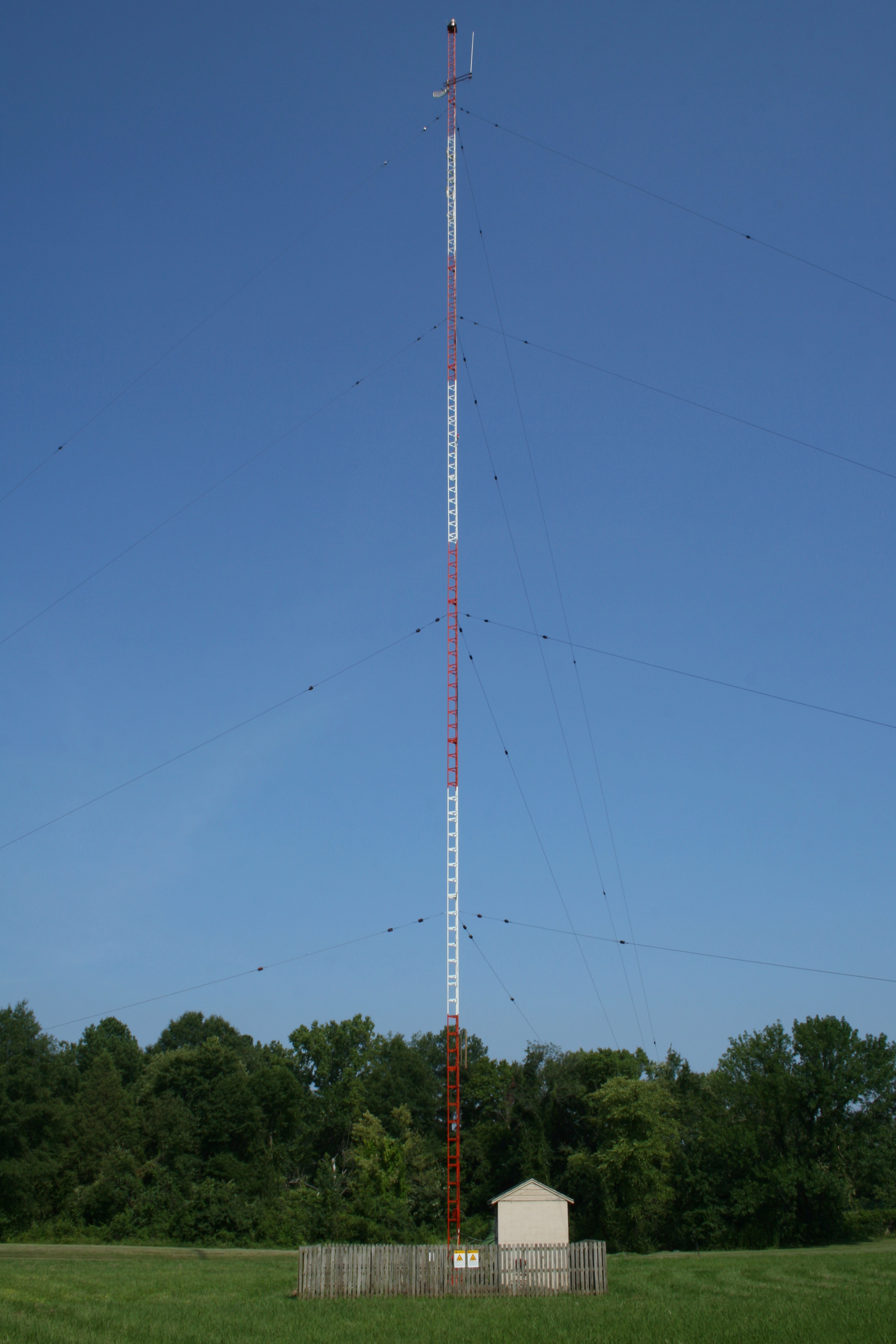

## مأخذها
- «طرّاحی فرستندها و آنتن‌ها» - تألیف «بهروز سهرابیان» ؛ انتشارات «استاد مشهد»
- ویکی‌پدیای انگلیسی